# Shelby Cannon
Shelby Cannon (Hattiesburg, 19 de agosto de 1966) é um ex-tenista profissional estadunidense.

## Grand Slam finais

### Duplas Mistas: 1 (1 título)
| Posição | Ano  | Campeonato | Piso | Parceira    | Oponentes                   | Placar        |
| Campeão | 1989 | US Open    | Duro | Robin White | Rick Leach Meredith McGrath | 3-6, 6-2, 7-5 |